# Heinrich Meldau
Heinrich Friedrich Konrad Meldau (* 11. Januar 1866 in Nordholz; † 23. April 1937 in Bremen) war ein deutscher Nautiklehrer.

## Leben
Meldau, der Sohn eines Steueraufsehers, ging auf das Johanneum in Lüneburg, wo er 1886 Abitur machte. Er studierte an der Universität Göttingen Mathematik und Naturwissenschaften, unter anderem bei Schering, Hermann Amandus Schwarz und Felix Klein, und promovierte 1895 (Über die tägliche und jährliche Periode der Variationen der erdmagnetischen Kraft in Wilhelmshaven während der Polar-Expeditionen von 1882 und 1883, Hannover). Er war Lehrer (Professor) an der Seefahrtschule Bremen und Verfasser bzw. Mitautor zahlreicher Lehrbücher der Nautik, unter anderem bearbeitete er mit Otto Fulst und Carl Schilling (1857–1932, er war 1897 bis 1928 Leiter der Seefahrtschule Bremen) die Steuermannskunst des ehemaligen Leiters (1858 bis zu seinem Tod 1892) der Seefahrtschule Bremen Arthur Breusing. Meldau befasste sich insbesondere mit dem Kompass als Navigationsinstrument, zum Beispiel Korrekturen für Kompassauslesungen auf eisernen Schiffen. Er schrieb 1909 den Artikel Nautik (speziell terrestrischer Navigation, mit dem Schwerpunkt Kompass) in der Enzyklopädie der mathematischen Wissenschaften.

## Schriften
- mit Otto Fulst, Carl Schilling (Bearbeiter): Arthur Breusing: Steuermannskunst, Leipzig 1909, Bremen 1924.
- mit Otto Fulst Nautische Aufgaben, Eckardt und Messtorf, Hamburg 1910, Dingwort Verlag, Hamburg Altona.
- mit Otto Steppes Lehrbuch der Navigation, 1931, 5. Auflage, Bremen, A. Geist, 1954.
- mit Otto Steppes Mathematik für Seefahrtschulen, 2. Auflage Bremen, G. Winters Buchhandlung, 1931 (auch mit Erich Gundelach, Steppes Mathematik für Nautiker 1941).
- mit Fulst, Schilling Nautische Tafeln, 1923, 1929 (auch Breusings Nautische Tafeln 1917).
- mit Fulst Nautische Aufgaben, 1932.
- mit Joseph Krauss Wetter- und Meereskunde für Seefahrer, 6. Auflage, Springer 1983, ISBN 978-3-642-68717-4 (zuerst als Krauss Grundzüge der maritimen Meteorologie und Ozeanographie 1917, 2. Auflage bearbeitet von Meldau 1931). Auch
- mit Peter Kaltenbach Physik und Funktechnik für Seefahrer, Braunschweig 1930.
- Kleines Kompaßlexikon.
- mit Schilling Der mathematische Unterricht an deutschen Seefahrtschulen, 1912.
- mit F. Fischer, Johannes Georgi, Arthur Breusing: Technische Navigation: Wetterkunde, Meeresströmungen, 1929.